# Buchholz (Familienname)
Buchholz ist ein deutscher Familienname.

## Varianten
- Buchholtz, Bucholtz, Buchholzer

## Namensträger

### A
- Adolf Buchholz (Wasserbauingenieur) (1803–1877), deutscher Wasserbauingenieur und Baubeamter
- Adolf Buchholz (Generalmajor) (1866–1958), deutscher Generalmajor
- Adolf Buchholz (Wirtschaftsfunktionär) (Appel; 1913–1978), deutscher Jugend- und Parteifunktionär (KPD, SED) und Wirtschaftsfunktionär
- Albert Buchholz (1859–1927), deutscher Psychiater und Hochschullehrer
- Albin Buchholz (* 1937), deutscher Musikwissenschaftler
- Alfred Buchholz (* 1942), deutscher Judoka
- Amrei Buchholz (* 1982), deutsche Kunsthistorikerin
- Annemarie Buchholz-Kaiser (1939–2014), Schweizer Psychologin
- Axel Buchholz (Journalist) (* 1939), deutscher Journalist
- Axel Buchholz (Schauspieler) (* 1965), deutscher Schauspieler

### B
- Barbara Buchholz (1959–2012), deutsche Jazzmusikerin
- Bernd Buchholz (* 1961), deutscher Medienmanager und Politiker (FDP)
- Bernhard Buchholz (1870–1954), deutscher Politiker (Zentrum)
- Bert Buchholz (* 1971), deutscher Ingenieur und Hochschullehrer
- Britta Buchholz (* 1977), deutsche Journalistin

### C
- Carl Buchholz (Verleger) (1828–1904), deutscher Buchdrucker und Verleger
- Carl August Buchholz (Jurist) (1785–1843), deutscher Jurist, Diplomat und Syndicus
- Carl August Buchholz (Orgelbauer) (1796–1884), deutscher Orgelbauer
- Carl August Buchholz (Unternehmer) (1837–1914), deutscher Schießpulver-Fabrikant
- Carl Emil Buchholz (1865–1932), deutscher Schießpulver- und Sprengstoff-Fabrikant
- Carl Friedrich Buchholz (1826–1885), deutscher Orgelbauer
- Charlotte Hecht-Buchholz (* 1934), deutsche Agrar- und Pflanzenbauwissenschaftlerin
- Christian Buchholz (Verleger) (1828–1904), deutscher Drucker und Verleger
- Christian Buchholz (Politiker) (* 1966), deutscher Politiker (AfD)
- Christine Buchholz (* 1971), deutsche Politikerin (Linke)
- Christopher Buchholz (* 1962), deutscher Schauspieler und Regisseur

### D
- Daniel Buchholz (Galerist) (* 1962), deutscher Galerist
- Daniel Buchholz (* 1968), deutscher Politiker (SPD)
- David Buchholz (* 1984), deutscher Fußballtorhüter
- Detlef Buchholz (* 1968), deutscher Maler, Scherenschnittkünstler und Fotograf
- Detlev Buchholz (Physiker) (* 1944), deutscher Physiker
- Detlev Buchholz (Informatiker) (* 1968), deutscher Informatiker

### E
- Earl Buchholz (* 1940), US-amerikanischer Tennisspieler und -funktionär
- Eberhard Buchholz (1935–2021), deutscher Ingenieur, Landmaschinentechniker und Hochschullehrer
- Eckhard Buchholz (* 1941), deutscher Maler und Grafiker
- Edit Buchholz (1941–2024), deutsche Tischtennisspielerin
- Edith Buchholz (* 1935), deutsche Sprachwissenschaftlerin
- Eduard Buchholz (1825–1887), deutscher Klassischer Philologe
- Ehrhard Buchholz (1891–1981), deutscher Lehrer und Schriftsteller
- Elisabeth Buchholz (1909–1998), deutsche evangelische Theologin
- Elsa Buchholz, Ehefrau des Lederhändlers Julius Buchholz und Opfer des Holocaust, siehe Liste der Stolpersteine im Kölner Stadtteil Lindenthal
- Emil Buchholz (1881–nach 1933), deutscher Zeitungsverleger
- Erhard Buchholz (Judoka) (1944–1998), deutscher Hochschullehrer und Sportfunktionär
- Erich Buchholz (Maler) (1891–1972), deutscher Maler
- Erich Buchholz (Chemiker) (1901–1957), deutscher Chemiker
- Erich Buchholz (Jurist) (1927–2020), deutscher Jurist und Autor
- Erik Buchholz (* 1969), deutscher Maler
- Ernst Buchholz (Jurist) (1905–1967), deutscher Jurist
- Ernst Buchholz (Politiker) (1905–1974), deutscher Politiker (SPD)
- Ernst Buchholz (Tennisspieler) (1920–1993), deutscher Tennisspieler
- Ernst Buchholz (Ingenieur) (1932–2001), deutscher Bauingenieur
- Ernst Wolfgang Buchholz (* 1923), deutscher Sozialforscher, Soziologe und Bevölkerungswissenschaftler
- Erwin Buchholz (1893–1973/1974), deutscher Forstwissenschaftler
- Eugen Buchholz (1865–1928), deutscher Schriftsteller, Publizist und Verleger
- Eva Buchholz (* 1985), deutsche Triathletin

### F
- Francis Buchholz (* 1954), deutscher Bassist
- Frank Buchholz (* 1967), deutscher Koch und Autor
- Frank Buchholz (Biologe) (* 1966), deutscher Molekularbiologe
- Franz Buchholz (* 1937), deutscher Video- und Klangkünstler
- Frauke Buchholz (* 1960), deutsche Krimi-Schriftstellerin
- Frieda Stoppenbrink-Buchholz (1897–1993), deutsche Hilfsschulpädagogin
- Friedrich Buchholz (Schriftsteller) (1768–1843), deutscher Schriftsteller
- Friedrich Buchholz (General) (Heinrich August Friedrich Buchholz; 1835–1911), preußischer Generalmajor
- Friedrich Buchholz (Unternehmer) (1879–1949), deutscher Unternehmer
- Friedrich Buchholz (Kunsthistoriker) (1902–1967), deutscher Kunsthistoriker und Kantor
- Fritz Buchholz (Maler, 1871) (1871–nach 1922), deutscher Maler
- Fritz Buchholz (Maler, 1890) (1890–1955/1956), deutscher Maler, Graphiker und Illustrator
- Fritz Buchholz (Archivar) (1894–1945), deutscher Archivar und Historiker
- Fyodor Buchholz (Teodor Buchholz; 1857–1942), polnisch-russischer Maler und Grafiker

### G
- Georg Buchholz (1914–1985), deutscher Kirchenmusiker und Kirchenmusikdirektor
- Gerhard Buchholz (* 1931), deutscher Fußballspieler
- Gerhard T. Buchholz (1898–1970), deutscher Schriftsteller, Drehbuchautor und Filmregisseur
- Goetz Buchholz (* 1947), deutscher Ingenieur, Architekt und Journalist
- Gregor Buchholz (* 1986), deutscher Triathlet
- Günter Buchholz (Fußballspieler) (* 1925), deutscher Fußballspieler
- Günther E. Buchholz (* 1952), deutscher Zahnarzt und Verbandsfunktionär
- Gustav Buchholz (1856–1916), deutscher Historiker

### H
- Hanns J. Buchholz (1938–2017), deutscher Geograph
- Hans Buchholz (Werbeberater) (1893–1990), deutscher Werbeberater
- Hans Buchholz (Verwaltungswirt) (* 1945), deutscher Verwaltungswirt und Medienmanager
- Hans-Günter Buchholz (1919–2011), deutscher Klassischer Archäologe
- Hans-Ulrich Buchholz (1944–2011), deutscher Ruderer
- Hans-Wilhelm Buchholz (1910–2002), deutscher Chirurg
- Heinrich Buchholz (Bürgermeister) (1400–vor 1502), deutscher Bürgermeister und Gewandschneider in Stendal
- Heinrich Buchholz (Maler) (1735–1781), deutscher Maler
- Heinz Buchholz (1906–1984), deutsch-schwedischer Maler und Grafiker
- Helmut Buchholz (Helmut van der Buchholz; * 1959), deutscher Architekt und Künstler
- Herbert Buchholz (1895–1971), deutscher Elektroingenieur
- Hermann Buchholz (Fabrikant, 1853) (1853–1911), deutscher Fabrikant (Schleifmittel)
- Hermann Buchholz (Fabrikant, 1874) (1874–1916), deutscher Kaufmann, Hutfabrikant und Schriftsteller
- Horst Buchholz (1933–2003), deutscher Schauspieler
- Hugo Buchholz (1866–1921), deutscher Astronom

### I
- Ingelore Buchholz (1936–2006), deutsche Archivarin und Autorin
- Ingrid Buchholz (* 1940), deutsche Politikerin
- Iris Preuß-Buchholz (* 1957), deutsche Lehrerin und Politikerin
- Iwan Dmitrijewitsch Buchholz (1671–1741), russischer Offizier der Kaiserlich Russischen Armee

### J
- Joachim Buchholz (1608–1663), deutscher evangelischer Theologe
- Johann Buchholz (Regisseur) (* 1971), deutscher Regisseur
- Johann Simon Buchholz (1758–1825), deutscher Orgelbauer
- John Buchholz (* 1979), US-amerikanischer Rugby-Union-Spieler
- John Theodore Buchholz (1888–1951), US-amerikanischer Botaniker
- Joris Ramon Buchholz (* 1989), deutscher Singer-Songwriter, siehe Joris (Musiker)
- Josef Buchholz (1904–1966), deutscher Landrat
- Julius Buchholz (Unternehmer, 1861) (1861–nach 1938), deutscher Unternehmer und Firmengründer, siehe Julius Buchholz (Unternehmen)
- Julius Buchholz (Unternehmer, Kiel), deutscher Unternehmer und Firmengründer
- Julius Buchholz (1882–1942), deutscher Lederwarenhändler, siehe Liste der Stolpersteine im Kölner Stadtteil Neustadt-Süd #Julius Buchholz

### K
- Kai Buchholz (* 1966), deutscher Hochschullehrer und Autor
- Karin Buchholz (* 1942), deutsche Synchronsprecherin und Schauspielerin
- Karin Buchholz (Autorin) (* 1963), deutsche Autorin und Kolumnistin
- Karl Buchholz (Maler) (1849–1889), deutscher Maler
- Karl Buchholz (Kunsthändler) (1901–1992), deutscher Kunsthändler
- Karl Buchholz (Jurist) (1903–1973), deutscher Jurist und Richter
- Karl Buchholz (Radsportler) (1932–2017), deutscher Radballspieler
- Karl-Heinz Buchholz (1914–1958), deutscher Politiker (DPS)

### L
- Liane Buchholz (* 1965), deutsche Managerin
- Ludwig Buchholz (Fabrikant) (1822–1900), deutscher Fabrikant und Firmengründer
- Ludwig Joachim Buchholz (1608–1663), deutscher evangelischer Theologe, siehe Joachim Buchholz

### M
- Malte Buchholz (* 1971), deutsche Molekularbiologe und Hochschullehrer
- Marc Buchholz (* 1968), deutscher Politiker (CDU)
- Marlis Buchholz (* 1955), deutsche Historikerin und Autorin insbesondere zur Geschichte der Juden in Niedersachsen
- Martin Buchholz (Kabarettist) (* 1942), deutscher Journalist und Kabarettist
- Martin Buchholz (Liedermacher) (* 1966), deutscher Theologe, Liedermacher, Kabarettist und Fernsehjournalist
- Martin Buchholz (Science-Slammer) (* 1976), deutscher Ingenieur und Science-Slammer
- Matthias Buchholz (Missionar) (1903–1991), deutscher Ordensgeistlicher und Missionar
- Matthias Buchholz (Bratschist) (* 1957), deutscher Bratschist
- Matthias Buchholz (Koch) (* 1967), deutscher Koch
- Max Buchholz (Bildhauer) (1856–1938), deutscher Bildhauer
- Max Buchholz (Elektrotechniker) (1875–1956), deutscher Elektrotechniker
- Max Buchholz (Grafiker) (1878–1947), deutscher Maler, Grafiker und Kunstlehrer
- Max Buchholz (Pilot) (1912–1996), deutscher Jagdflieger
- Michael B. Buchholz (* 1950), deutscher Psychoanalytiker und Hochschullehrer
- Michael H. Buchholz (1957–2017), deutscher Autor

### N
- Natalie Buchholz (* 1977), französische Autorin
- Neele Buchholz (* 1991), deutsche Schauspielerin, Tänzerin und Inklusionsexpertin
- Nicolas Buchholz (* 2001), deutscher Basketballspieler
- Nikolai Nikolajewitsch Buchholz (1881–1943), russisch-sowjetischer Physiker und Hochschullehrer

### O
- Oskar Buchholz (General) (1870–1944), deutscher Generalleutnant
- Oskar Buchholz (Radsportler) (* 1940), deutscher Radballspieler
- Otto Buchholz (1889–1951), deutscher Geistlicher und Ministerialbeamter

### P
- Paul Buchholz (1868–1930), deutscher Maler
- Peter Buchholz (Rabbiner) (1837–1892), deutscher Rabbiner und Autor
- Peter Buchholz (Theologe) (1888–1963), deutscher Theologe, Pfarrer und Prälat
- Peter Buchholz (Gesundheitsmanager) (1925–1996), deutscher Prälat, Gesundheitsmanager und Verbandsfunktionär
- Peter Buchholz (Schauspieler) (* 1954), deutscher Schauspieler, Drehbuchautor und Synchronsprecher

### Q
- Quint Buchholz (* 1957), deutscher Buchautor und Illustrator

### R
- Rainer Buchholz (* 1949), deutscher Politiker (FDP)
- Ralf Buchholz (* 1963), deutscher Tischler und Restaurator
- Reinhard Buchholz (* 1947), deutscher Diplomat
- Reinhold Wilhelm Buchholz (1837–1876), deutscher Mediziner, Zoologe und Forschungsreisender
- René Buchholz (* 1958), deutscher katholischer Neutestamentler
- Robert Buchholz (Schauspieler) (1838–1893), deutscher Schauspieler und Regisseur
- Robert Buchholz (Maler) (1865–nach 1933), deutscher Maler
- Rolf Buchholz (* 1959), deutscher Guinness-Weltrekordler, meistgepiercter Mann der Welt
- Rudolf Buchholz (1839–1932), deutscher Apotheker, Heimatforscher und Kurator
- Ruth Buchholz (1911–2002), deutsche Malerin

### S
- Sabrina Buchholz (* 1980), deutsche Biathletin
- Sascha Buchholz (* 1976), deutscher Hochschullehrer für Tierökologie
- Scott Buchholz (* 1968), australischer Politiker
- Siegfried Buchholz (1930–2024), deutscher Chemiker und Manager
- Simone Buchholz (* 1972), deutsche Autorin
- Stefan Buchholz (1972–2019), österreichischer Gynäkologe und Onkologe
- Stephan Buchholz (* 1944), deutscher Rechtswissenschaftler

### T
- Teodor Buchholz (1857–1942), polnisch-russischer Maler
- Theodor Buchholz (1911–nach 1971), deutscher Kaufmann und Wirtschaftsmanager
- Thomas Buchholz (* 1961), deutscher Komponist
- Tonny Vos-Dahmen von Buchholz (1923–2005), niederländische Schriftstellerin und Übersetzerin

### U
- Ulrich Buchholz (1893–1974), deutscher Generalleutnant
- Ulrike Buchholz (* 1959), deutsche Sprachwissenschaftlerin

### W
- Walter Buchholz (1913–2000), deutscher Kapitän und Hochschullehrer
- Werner Buchholz (Ingenieur) (1922–2019), deutsch-amerikanischer Ingenieur
- Werner Buchholz (Historiker) (* 1948), deutscher Historiker
- Wilhelm Buchholz (Architekt) (1882–1950), deutscher Architekt
- Wilhelm Buchholz (Tischler) (1888–1945), deutscher Tischler
- Wilhelm Heinrich Sebastian Buchholz (1734–1798), deutscher Arzt und Apotheker, siehe Wilhelm Heinrich Sebastian Bucholz
- Wilhelmine Buchholz, Pseudonym von Julius Stinde (1841–1905), deutscher Journalist und Schriftsteller
- Wolfgang Buchholz (1934–2023), deutscher Politiker (FDP)
- Wolfgang Buchholz (Wirtschaftswissenschaftler, 1952) (* 1952), deutscher Wirtschaftswissenschaftler und Hochschullehrer
- Wolfgang Buchholz (Wirtschaftswissenschaftler, 1964) (* 1964), deutscher Wirtschaftswissenschaftler und Hochschullehrer
- Wolfgang Buchholz-Graf (* 1943), deutscher Psychologe und Hochschullehrer